# 特德·施罗德
特德·施罗德（英語：Ted Schroeder，1921年7月20日—2006年5月26日），美国男子网球运动员。他曾获得温布尔登网球锦标赛男子单打冠军、美国网球公开赛男子单打冠军、男子双打冠军、混合双打冠军。